# 圣斯德望主教座堂 (帕绍)
圣斯德望主教座堂 (德語：Dom St. Stephan) 是天主教帕紹教區的主教座堂，巴洛克风格，建于1688年，位于德国帕紹，供奉圣斯德望。该堂长达100米，拥有世界最大的风琴。

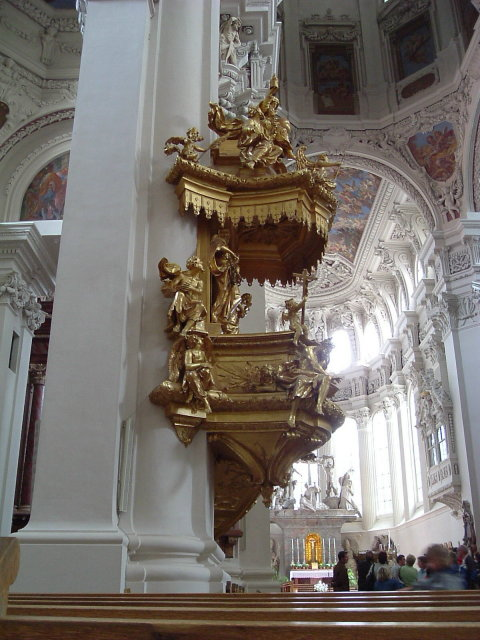
Chancel
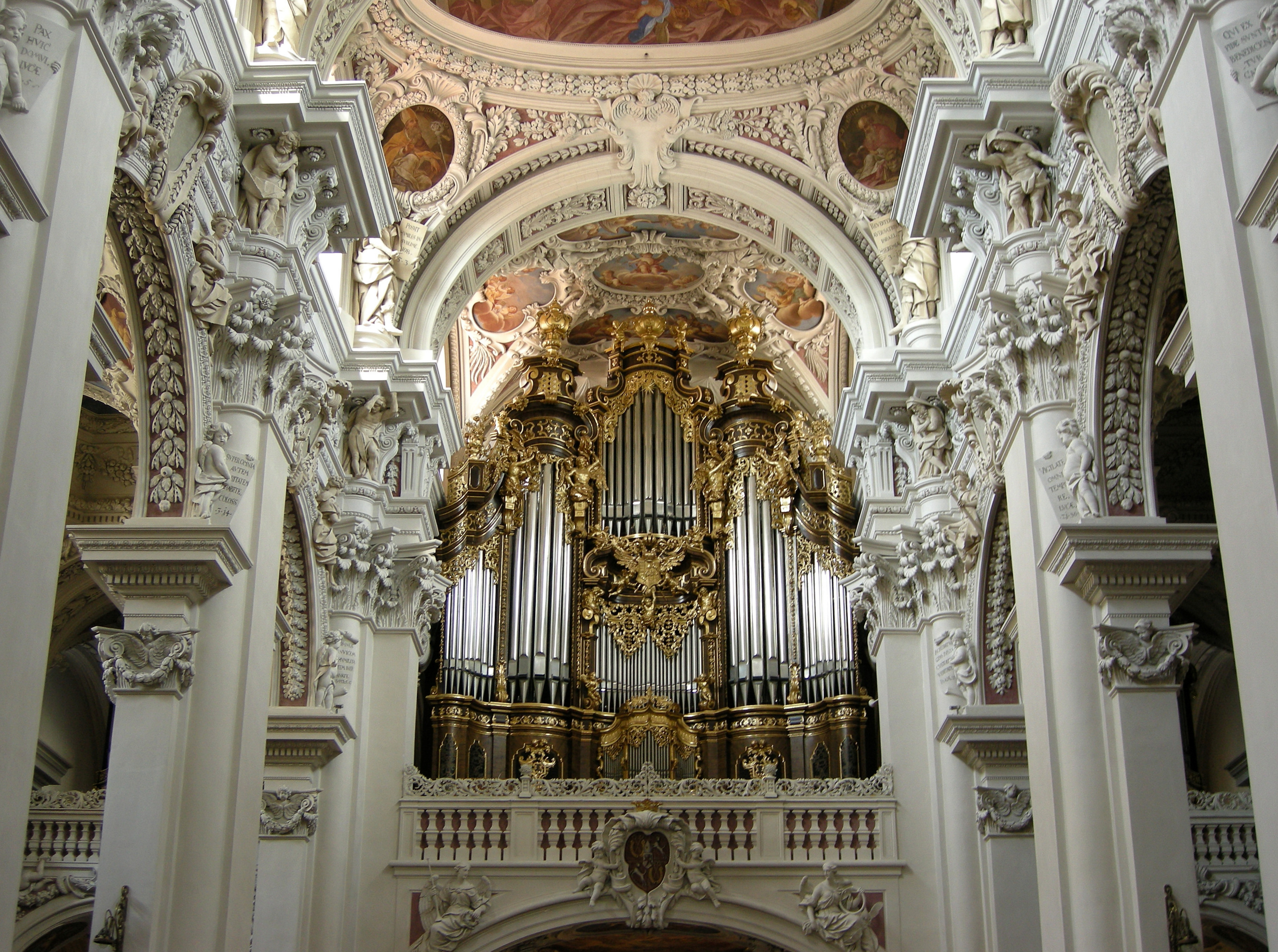
Organ